# Angelique Seriese
Angelique Elisabeth Seriese (* 12. Juli 1968 in Zevenbergen) ist eine ehemalige niederländische Judoka. Sie war Weltmeisterin 1995 und achtmal Europameisterin.

## Sportliche Karriere
Angelique Seriese war 1982 und 1983 niederländische Jugendmeisterin. Ab 1984 trat sie entweder im Schwergewicht an, der Gewichtsklasse über 72 Kilogramm, oder in der offenen Klasse. 1986 gewann sie bei den offenen Belgischen Meisterschaften ihr erstes internationales Turnier. Ihre erste Medaille bei internationalen Meisterschaften gewann sie bei den Europameisterschaften 1987, als sie die Silbermedaille hinter der Französin Isabelle Paque erkämpfte. Ein halbes Jahr später schlug sie Isabelle Paque im Viertelfinale der Weltmeisterschaften in Essen, verlor dann aber im Halbfinale gegen die Deutsche Regina Sigmund. Mit einem Sieg über Nilmari Santini aus Puerto Rico erkämpfte sich Angelique Seriese eine Bronzemedaille. Anfang 1988 unterlag sie im Finale des Tournoi de Paris der Deutschen Karin Kutz. Bei den Europameisterschaften 1988 besiegte sie im Finale Isabelle Paque. Bei den Olympischen Spielen 1988 in Seoul wurden Judo-Wettbewerbe für Frauen im Rahmen der Demonstrationswettbewerbe angeboten. Seriese bezwang im Halbfinale Margaret Castro aus den Vereinigten Staaten mit einer Koka-Wertung. Im Finale gewann sie gegen die Chinesin Gao Fenglian durch Kampfrichterentscheid (Yusei-gachi). Im Februar 1989 siegte Seriese im Finale des Tournoi de Paris gegen die Deutsche Claudia Weber. Bei den Europameisterschaften, die im Mai in Helsinki ausgetragen wurden, gewann sie im Halbfinale des Schwergewichts gegen die Polin Beata Maksymow und im Finale gegen die Finnin Anne Åkerblom. Tags darauf bezwang sie im Halbfinale der offenen Klasse Elena Guschina aus der Sowjetunion und im Finale Beata Maksymow. Damit war Angelique Seriese Doppeleuropameisterin.
Nach einem Jahr Pause kam Seriese mit einem Sieg beim Weltcup-Turnier in Leonding 1990 zurück. Bei den Europameisterschaften 1991 trat Seriese nur im Schwergewicht an und verlor im Viertelfinale gegen die Britin Sharon Lee. Nach zwei Siegen in der Hoffnungsrunde gewann sie den Kampf um eine Bronzemedaille gegen die Französin Christine Cicot. Bei den Weltmeisterschaften 1991 in Barcelona belegte Seriese den fünften Platz, nachdem sie den Kampf um Bronze gegen Claudia Weber verloren hatte. Im Mai 1992 gewann Seriese bei den Europameisterschaften das Finale in der offenen Klasse gegen die Rumänin Simona Richter. Bei den Olympischen Spielen 1992, wo Frauenjudo erstmals als offizieller Wettbewerb ausgetragen wurde, gab es keinen Wettbewerb in der offenen Klasse. Im Schwergewicht trat für die Niederlande Monique van der Lee an. Auch bei den Europameisterschaften 1993 in Athen trat Angelique Seriese nur in der offenen Klasse an. Im Halbfinale gewann sie gegen Karin Kutz und im Finale gegen die Französin Nathalie Lupino. Fünf Monate später erreichte Seriese bei den Weltmeisterschaften in Hamilton durch einen Sieg über die Südkoreanerin Mun Ji-yun das Finale in der offenen Klasse und erhielt dann die Silbermedaille hinter Beata Maksymow. 1994 gewann Seriese durch einen Sieg über die Deutsche Johanna Hagn wieder beim Tournoi de Paris. Bei den Europameisterschaften 1994 trat sie nur im Schwergewicht an und gewann den Titel durch einen Finalsieg über Beata Maksymow. 1995 unterlag sie im Finale des Tournoi de Paris gegen die Japanerin Noriko Anno. Bei den Europameisterschaften 1995 trat sie nur in der offenen Klasse an und gewann den Titel gegen Simona Richter. Viereinhalb Monate später fanden in Chiba die Weltmeisterschaften 1995 statt. Seriese trat im Schwergewicht an und besiegte im Viertelfinale die Südkoreanerin Son Hyeon-mi und im Halbfinale die Kubanerin Daima Beltrán. Mit ihrem Finalsieg über die Chinesin Zhang Ying war Angelique Seriese Weltmeisterin. Im Finale der offenen Klasse gewann Monique van der Lee gegen Sun Fuming, in den beiden schweren Klassen siegte also jeweils eine Niederländerin vor einer Chinesin. Für ihren Weltmeistertitel wurde Angelique Seriese 1995 zur Sportlerin des Jahres in den Niederlanden gewählt. 1996 gewann Seriese bei den Europameisterschaften in Den Haag den Titel im Schwergewicht durch einen Finalsieg über Johanna Hagn. Bei den Olympischen Spielen 1996 in Atlanta trafen Seriese und Hagn gleich in der ersten Runde aufeinander, Hagn gewann durch eine Bestrafung (chui) gegen Seriese, die damit ausschied.

## Niederländische Meistertitel
Angelique Seriese gewann insgesamt zehn niederländische Meistertitel:
- Schwergewicht: 1989, 1991, 1992, 1994, 1996
- Offene Klasse: 1989, 1991, 1994, 1995, 1996

Dreimal war sie Zweite und sechsmal Dritte.